# Туя западная
Ту́я за́падная, или жи́зненное де́рево, или негниючка (лат. Thúja occidentális), — вечнозелёное хвойное дерево из семейства Кипарисовых (лат. Cupressaceae) рода Туя, в природе встречающееся в восточных районах Северной Америки.
В популярной англоязычной литературе может фигурировать как англ. Northern White Cedar (Северный белый кедр), Eastern White Cedar (Восточный белый кедр), Arborvitae (Жизненное дерево), Eastern Arborvitae (Восточное жизненное дерево), Swamp Cedar (Болотный кедр).
Благодаря большому количеству высокодекоративных искусственно выведенных форм, зимостойкости, долговечности и устойчивости к городским условиям, туя западная очень широко распространена в декоративном садоводстве по всем континентам во многих климатических зонах (со 2 по 7 по методологии USDA).

## Исторические сведения и название
Впервые туя западная была описана Карлом Линнеем в 1753 году, тогда же и получив своё биологическое имя.
Латинское название Thuja растение получило из греческого языка, где обозначает воскурение или жертвование, что связано с приятным запахом, который распространялся при сжигании ароматических пород древесины во время древних жертвоприношений.

## Ботаническое описание

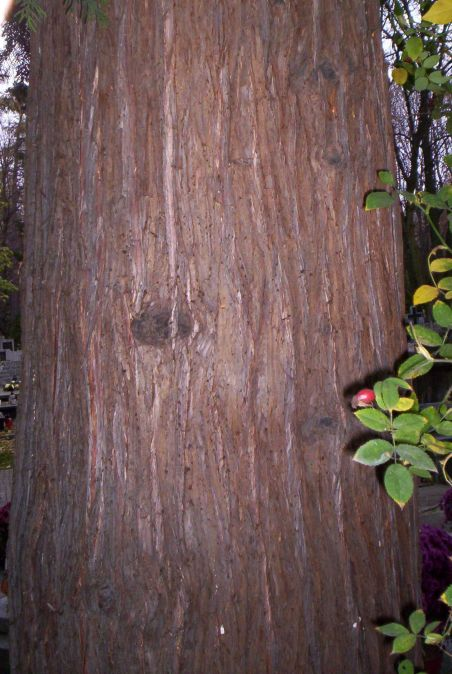
Кора туи западной

Медленно растущее дерево высотой 12—20 (до 38) метров, с компактной пирамидальной или яйцевидной кроной.
Кора у молодых деревьев гладкая, красно-бурая, позднее серо-коричневая, к старости отделяющаяся узкими продольными лентами.
Хвоя чешуевидная, зелёная, зимой буро-зелёная или коричневая, мелкая (0,2—0,4 см), плотно прижатая к побегу, функционирует 2—3 года и опадает вместе с мелкими веточками (веткопад). Верхняя сторона побегов тёмно-зелёная и блестящая, нижняя матовая, светлая.

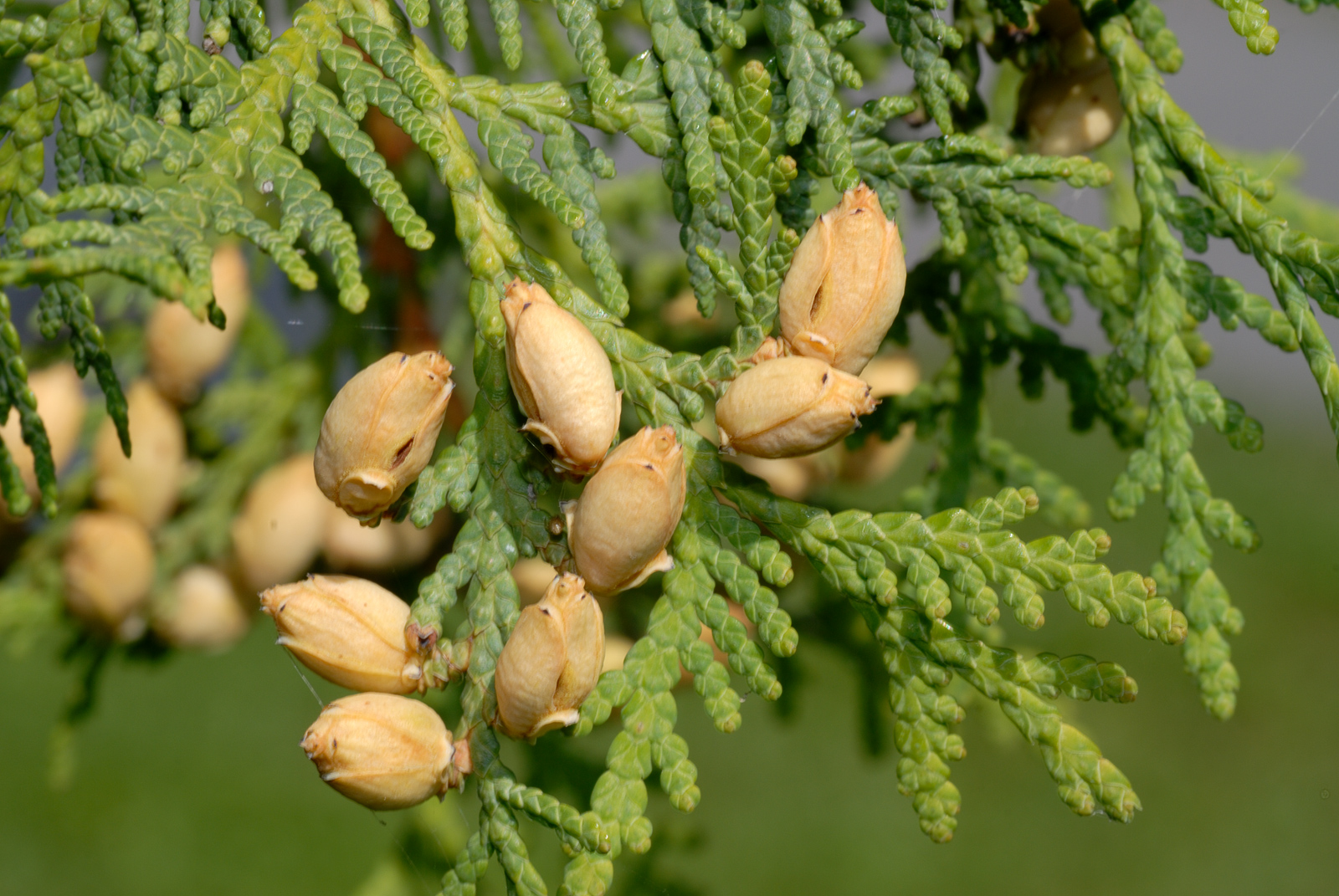
Шишки туи западной

Шишки яйцевидные, мелкие (7—12 мм), состоящие из тонких чешуй, содержат два сплюснутых, с двумя узкими соломенно-жёлтыми крылышками семени.
Древесина ядровая, красноватая, сравнительно мягкая, очень прочная, без смоляных ходов; имеет приятный аромат и не подвержена гниению.
Корневая система компактная.
На родине — кальцефил.

## Естественный ареал
Основной естественный ареал туи западной располагается в юго-восточной части Канады и северной части США. В частности, он простирается на запад от острова Антикости в заливе Святого Лаврентия к южной части залива Джеймса, через центр провинции Онтарио к юго-восточной части провинции Манитоба; затем южнее через центр штата Миннесота и Висконсин, узкой полосой размещаясь вокруг южной оконечности озера Мичиган; на восток — через юг штата Мичиган, южную часть штата Нью-Йорк, центральный Вермонт, Нью-Гэмпшир и Мэн. Этот вид также растёт местами на северо-западе провинции Онтарио, на западе и в центре провинции Манитоба, юго-востоке штата Миннесота, юге Висконсина, на севере и в центре Иллинойса, в Огайо, на юге Новой Англии, в Аппалачских горах западной Пенсильвании, юге западной части Северной Каролины и востоке Теннесси.
В Европу туя была ввезена в 1540 году.

## Особенности и условия произрастания

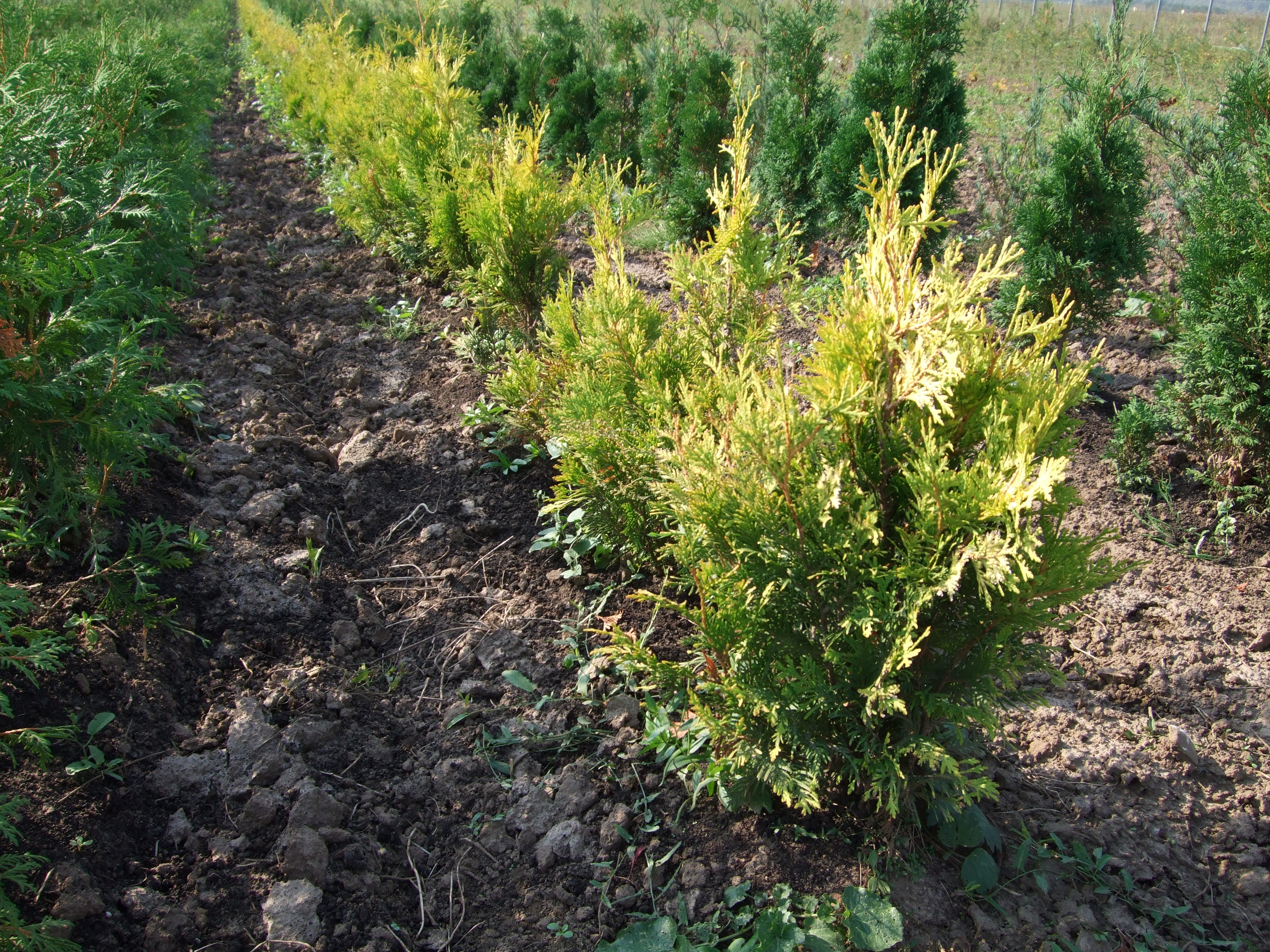
Выращивание туи в питомнике

Условия посадки, ухода и размножения, токсичность:
- Размножение: семенами (требуется стратификация) и зелеными черенками.
- Требования к влажности: средние (влаголюбива, но переносит сухость).
- Требования к освещению: теневынослива, но предпочитает свет.
- Минимальная температура: — 36 °C.
- Глубина залегания корней: не менее 76 см.
- Токсичность для окружающих растений: нет.
- Токсичность для домашних животных: нет.

Особенности произрастания:
- pH почвы: 5,2—7.
- Диапазон осадков: 890—1400 мм в год.
- Плотность насаждения: 750—3000 на гектар.
- Требования к структуре почвы: малотребовательная, но предпочитает свежие, плодородные или средние почвы.
- Минимальное число дней без заморозков: 100.
- Устойчивость к засолению почвы: нет.
- Потребность к почвенному азоту: высокая.
- Устойчивость к содержанию в почве извести: высокая.

## Болезни и вредители
Грибы:
- лат. Pestalotiopsis funerea
- шютте[13]

Насекомые:
Короед
- лат. Phloeosinus canadensis

Клещ
- Паутинный клещ лат. Oligonychus ununguis

Тля:
- Тля туевая побеговая лат.  Cinara thujaphilina
- Тля туевая лат. Cinara juniperina
- лат. Cupressobium tujafilinum
- Тля кипарисовая лат. Cupressobium cupressi, в других источниках: лат. Cinara cupressi

Щитовка
- Щитовка туевая лат. Carulaspis minima

Ложнощитовка
- Ложнощитовка туевая лат. Parthenolecanium fletcheri

Моль-пестрянка
- Моль-пестрянка туевая лат. Argyresthia thuiella

## Значение и применение

### Декоративное применение

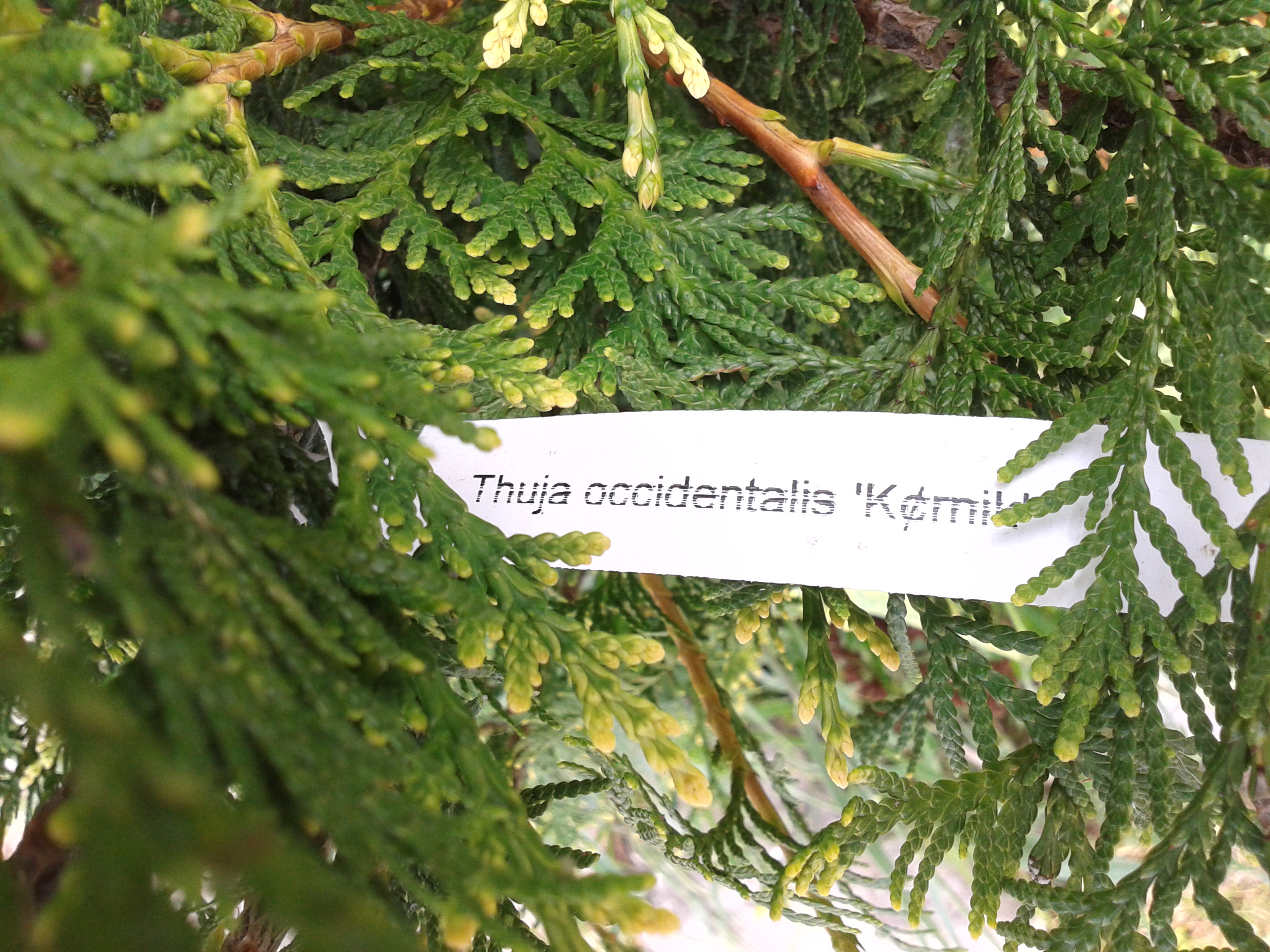
Один из культурных сортов туи западной (Kørnik)

Культивируют тую западную (плакучие, карликовые, пёстролистные формы — имеет около 120 культиваров) в садах и парках европейских стран; в России — в степной и лесной зонах до Архангельска, в Сибири, на Дальнем Востоке.
Пыле-, дымо-, газоустойчива, хорошо переносит пересадку, обрезку, стрижку. Зимостойка.

### Прикладное применение
Древесина туи мягкая, прочная, используется на родине на шпалы, столбы, мебель, дранку.
В Канаде свежие ветки туи используют в качестве веников, имеющих приятный запах.
Из листьев получают эфирное масло, входящее в состав некоторых инсектицидов, а также применяемое в медицине (дезинфицирующие средства) и парфюмерии (моющие средства для тела и для волос, фитобальзамы и ароматические масла)
.
Широко используется в народной медицине для лечения доброкачественных опухолей кожи, рака, новообразований, кондилом и папиллом, бородавок, полипов и опухолей. Также сообщается применение различных настоев и отваров листьев и коры туи в качестве потогонного, мочегонного, лактогонного и слабительного средства; средства от ожогов, простуды, кашля, лихорадки, головной и зубной боли, ревматизма и пр.
Туя западная широко культивируется по всей Европе и распространена в паркостроении.

## Таксономическое положение
|                                        |                                           |                                                      |                                |                               |  |  |  |  |                               |  | род содержит еще 4 вида, среди которых в РФ наиболее известна Туя складчатая |
|                                        |                                           |                                                      |                                |                               |  |  |  |  |                               |  |                                                                              |
| порядок лат. ordo Хвойные лат. Pinales |                                           | семейство лат. familia Кипарисовые лат. Cupressaceae |                                | род лат. genus Туя лат. Thuja |  |  |  |  |                               |  |                                                                              |
| порядок лат. ordo Хвойные лат. Pinales |                                           |                                                      |                                | род лат. genus Туя лат. Thuja |  |  |  |  |                               |  |                                                                              |
|                                        | отдел лат. divisio Хвойные лат. Pinophyta |                                                      |                                |                               |  |  |  |  | вид лат. species Туя западная |  |                                                                              |
|                                        | отдел лат. divisio Хвойные лат. Pinophyta |                                                      |                                |                               |  |  |  |  | вид лат. species Туя западная |  |                                                                              |
|                                        |                                           |                                                      | единственный в отделе и классе |                               |  |  |  |  |                               |  |                                                                              |
|                                        |                                           |                                                      |                                |                               |  |  |  |  |                               |  |                                                                              |